# Thailandia nella seconda guerra mondiale

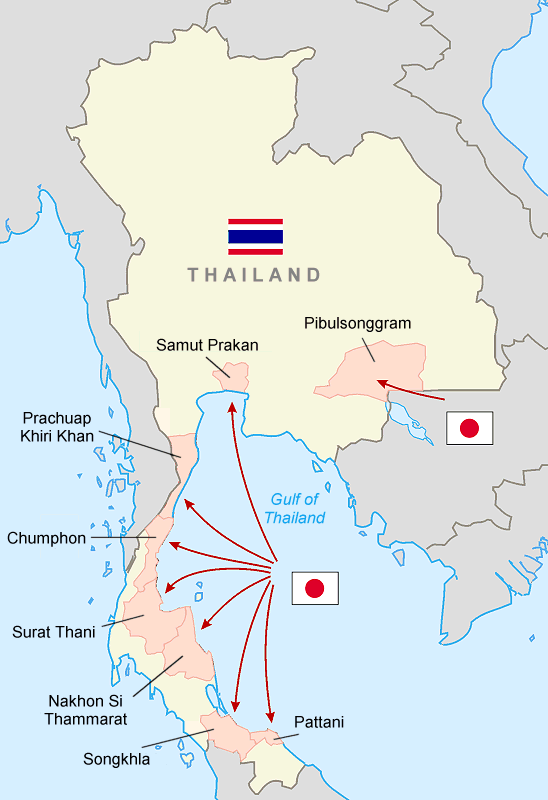
Le direttrici principali dell'invasione giapponese della Thaliandia, che l'8 dicembre 1941 infranse la neutralità del Paese

Nel corso della seconda guerra mondiale, la Thailandia adottò inizialmente una posizione di neutralità, infranta dall'invasione giapponese dell'8 dicembre 1941 che portò ad un trattato di armistizio e alleanza militare tra il Paese e l'Impero giapponese. All'inizio della Guerra del Pacifico, l'Impero fece delle pressioni sul governo thailandese per consentire il passaggio delle proprie truppe per invadere la Malesia e la Birmania, controllate dai britannici. Il governo thailandese, con Plaek Phibunsongkhram (noto semplicemente come Phibun), ritenne proficuo collaborare e cooperare con le forze nipponiche, anche perché la Thailandia vedeva il Giappone – che promise di aiutarla a nella riconquista di alcuni territori indocinesi (situati nell'ordierno Laos, Cambogia e Birmania) persi con la Francia – come alleato contro l'imperialismo occidentale. Lo Stato si allineò all'Asse e dichiarò guerra al Regno Unito, Stati Uniti d'America e territori annessi nei paesi vicini, espandendosi verso nord, sud ed est, e conquistando un confine con la Cina vicino a Kengtung.
Dopo essere diventato un alleato dell'Impero giapponese, la Thailandia mantenne il controllo delle sue forze armate e degli affari interni. La politica giapponese sul Paese differiva dal loro rapporto sullo Stato fantoccio del Manciukuò. Il Giappone voleva instaurare delle relazioni bilaterali simile a quelle tra la Germania nazista e Finlandia, Bulgaria e Romania. Tuttavia, a quel tempo la Thailandia era etichettata dai giapponesi come «l'Italia dell'Asia».
Nel frattempo, il governo thailandese si divise in due fazioni: il regime di Phibun e il Seri Thai, un movimento indipendentista a favore degli Alleati che contava circa 90 000 guerriglieri. Il movimento fu attivo dal 1942, e resistette al regime di Phibun e al dominio giapponese. I partigiani fornirono dei servizi di spionaggio agli Alleati, eseguirono alcune attività di sabotaggio e aiutarono ad organizzare la caduta di Phibun nel 1944. Dopo la guerra, la Thailandia ricevette poche punizioni da parte delle potenze vincitrici per il suo ruolo nel conflitto sotto il governo di Phibun.
La popolazione ebbe circa 5 569 perdite durante la guerra, e la quasi totalità di queste fu per motivi legati alle malattie. I morti in combattimento includono i centocinquanta nello Stato Shan durante la conquista giapponese della Birmania, i centottanta l'8 dicembre 1941 durante l'Operazione Krohcol e i cento nella breve guerra franco-thailandese.

## Antefatti

### Dittatura militare

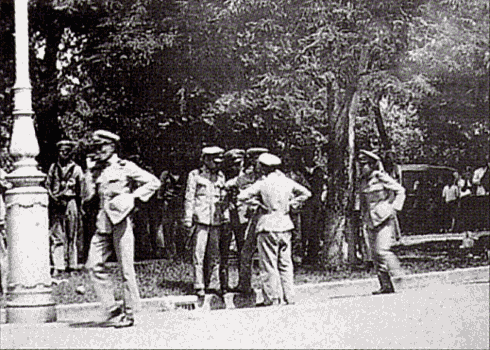
Soldati thailandesi aspettano ordini alla Royal Plaza, durante la rivoluzione siamese del 1932

Dopo la rivoluzione siamese del 1932, l'esercito thailandese – guidato dal maggiore generale nonché ministro della difesa Plaek Phibunsongkhram – lavorò armoniosamente insieme ai liberali guidati dal ministro degli affari esteri Pridi Banomyong per diversi anni. Quando Phibun divenne primo ministro nel dicembre 1938, questa cooperazione si interruppe e il dominio militare divenne più evidente: Phibun fece ricondurre i motivi del rispetto dei Paesi europei nei confronti dell'Impero giapponese al suo rapido sviluppo militare. Lodatore delle imprese di Benito Mussolini e Adolf Hitler, il suo regime sviluppò alcune caratteristiche fasciste: all'inizio del 1939 furono arrestati quaranta oppositori politici, sia monarchici che democratici, e dopo i processi falsati diciotto di loro vennero uccisi per esecuzione. Queste furono le prime esecuzioni politiche nel Paese da oltre un secolo. Altri oppositori, tra i quali il principe Damrong Rajanubhab, vennero esiliati. L'idea del nazionalismo thailandese di Phibun assomigliò, per due elementi, al programma nazista: il primo si riconduce all'uso di un gruppo etnico minoritario come caprio espiatorio; il secondo è l'irredentismo basato su delle teorie razziali. Il nemico principale erano i cinesi, secondo un report thailandese del 1938 detentori del 90% del commercio interno e ottimi come obiettivo; in secondo piano vi fu l'anessione dei territori persi per mano francese. Phibun lanciò una campagna demagogica contro la business class cinese: scuole e giornali cinesi vennero chiusi, e le tasse sulle imprese aumentarono, in modo da favorire le aziende controllate dallo Stato.
Phibun e Luang Wichitwathakan, portavoce del governo, copiarono le tecniche di propaganda utilizzate da Hitler e Mussolini per sviluppare nel paese il culto della personalità. Consapevoli del potere dei mass media, usarono il monopolio del governo sulle trasmissioni radiofoniche per plasmare il sostegno popolare verso il regime. Gli slogan del governo furono trasmessi costantemente in radio, scritti su giornali e su cartelloni pubblicitari. Wichitwathakan arrivò a definire i cinesi come gli «ebrei dell'Est», aggiungendo che l'uso di pratiche naziste sarebbe stato ideale. Dal punto di vista societario, i ritratti di Phibun andarono a sostituire quelli dell'ormai ex-re Prajadhipok, il quale criticò il regime autocratico. Contemporaneamente, il ministro approvò una serie di leggi autoritarie che conferivano al governo un potere quasi illimitato e una censura completa della stampa. Durante la seconda guerra mondiale, i giornali furono istruiti per stampare esclusivamente buone notizie provenienti dall'Asse, mentre i commenti sarcastici o negativi relativi alla situazione interna furono banditi.
Il 23 giugno 1939 Phibun cambiò il nome del Paese da Siam a Thai, o Thailandia. Il nuovo nome significa "terra dei thai", ovvero il principale gruppo etnico dello Stato. Questa fu una mossa diretta da parte del ministro verso le diversità etniche nel Paese (malesi, cinesi, laotiani, ecc.) e si basò sull'idea di "razza thai", una versione del nazionalismo la quale politica puntava a integrare gli shan, i lao e gli altri popoli tai in un "Grande Regno della Thailandia" (in thailandese มหาอาณาจักรไทย, Mahaanachakrathai); idea sostenuta dallo slogan «Thailandia ai thailandesi».
La modernizzazione fu un tema importante nel nuovo nazionalismo thailandese di Phibun. Dal 1939 al 1942 emise dodici mandati culturali, che imponevano ai cittadini di salutare la bandiera, cantare l'inno nazionale e parlare la lingua thai. I mandati incoraggiarono i thailandesi a lavorare più duramente, a rimanere informati sugli eventi di attualità e a vestirsi in modo occidentale; essi comportarono anche l'abolizione delle esibizioni musicali, di danza, teatrali e di cultura tradizionale thailandese, rimpiazzandole con uno stile occidentale.
Contemporaneamente, tutti i cinema furono istruiti a proiettare l'immagine di Phibun come se fosse stato un Re, e il pubblico era obbligato ad alzarsi e inchinarsi. Phibun si soprannominò Than phu nam (in thailandese ท่านผู้นำ, lett. "il leader"), tentativo di creare un culto della personalità.

### L'invasione thailandese di Laos, Cambogia e Indocina francese

Il dittatore Plaek Phibunsongkhram ispeziona le truppe durante la guerra franco-thailandese del 1940-1941

All'inizio della seconda guerra mondiale, Phibun condivideva l'ammirazione verso il fascismo e la rapidità dello sviluppo nazionale con i suoi connazionali. Di conseguenza, il dittatore intensificò il militarisimo e il nazionalismo, mentre cercava di costruirsi un culto della personalità usando la propaganda.
Il regime rianimò anche alcune affermazioni irredentiste, suscitando del sentimento anti-francese nella popolazione e il volere di ripristinare i vecchi territori thailandesi in Cambogia e Laos. In cerca di sostegno contro l'Impero francese presente nella regione come Indocina francese, Phibun chiese aiuto al Giappone, coltivando delle relazioni ancora più strette. Sebbene i thailandesi fossero uniti dalla loro voglia di riprendersi i territori persi, l'entusiasmo del primo ministro per l'alleanza giapponese era notevolmente maggiore rispetto a quello di Pridi Banomyong, e molti conservatori criticarono con timore la politica estera di Phibun.

### Guerra franco-thailandese del 1940-1941

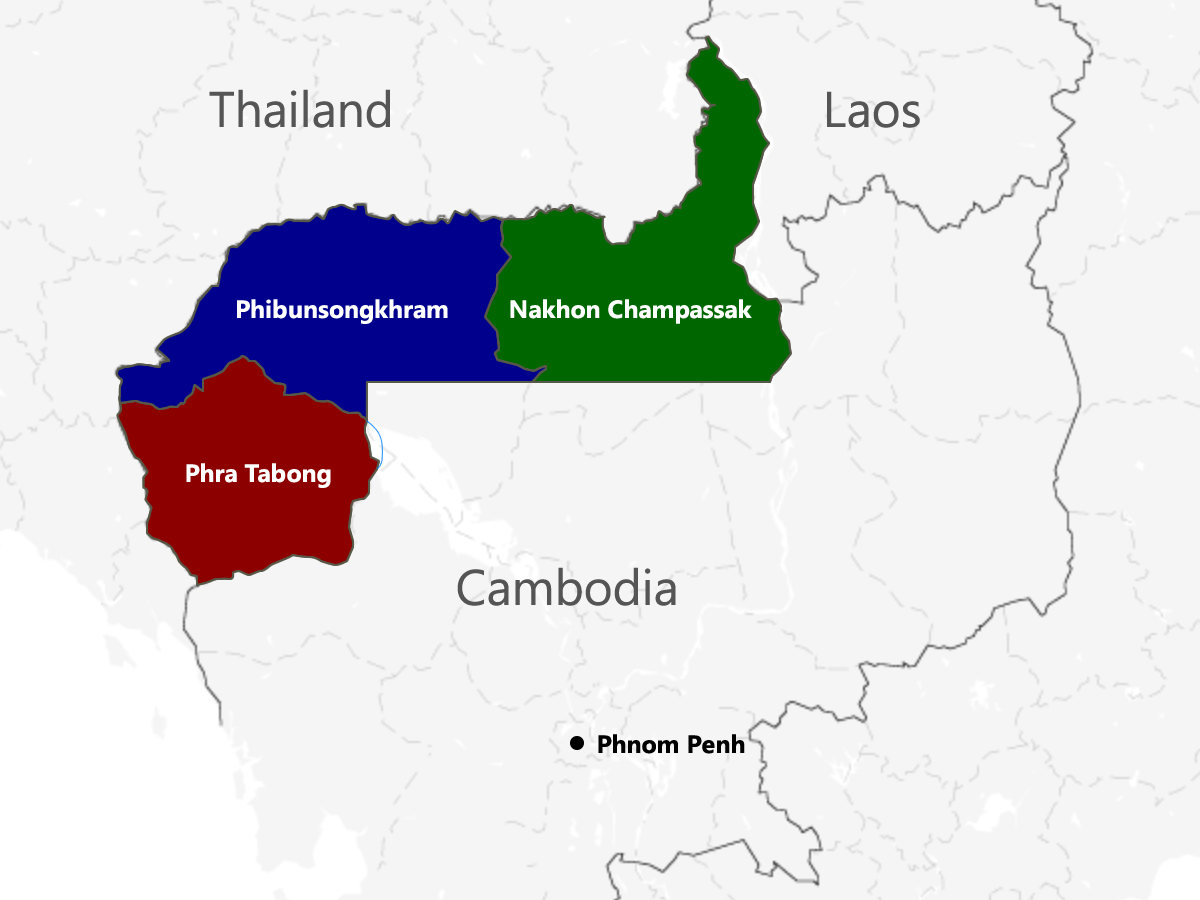
Province thailandesi istituite nei territori cambogiani ceduti dai francesi alla fine del conflitto

La guerra franco-thailandese scoppiò nel mese di ottobre 1940: il governo di Phibun vide nella capitolazione della Francia alla Germania nazista una buona opportunità per approfittare della debolezza transalpina e ridefinire i propri confini. Fu una battaglia sporadica tra le forze thailandesi e quelle francesi lungo la frontiera orientale della Thailandia, e culminò in un'invasione del Laos e della Cambogia il 6 gennaio 1941. Le forze armate thailandesi riuscirono ad occupare i territori contesi nell'Indocina francese, con questi ultimi che segnarono l'unica vittoria degna di nota nella battaglia marittima di Koh Chang.
Il Giappone sfruttò la sua influenza sul Governo di Vichy per ottenere delle concessioni a favore della Thailandia. Di conseguenza, alla ratifica del trattato di pace nel marzo 1941, la Francia cedette i territori acquisiti nella regione tra il 1904 e il 1907, pari a 54 000 chilometri quadrati di territorio laotiano ad ovest del fiume Mekong, oltre alla maggior parte della provincia cambogiana di Battamang alla Thailandia, che ne ripristinò il nome originale (Phra Tabong). Il recupero di questo territorio precedentemente perduto e l'apparente vittoria del regime su una potenza coloniale europea migliorarono notevolmente la reputazione di Phibun nel Paese. I thailandesi furono costretti ad accettare solamente un quarto del territorio precedentemente perso contro i francesi, oltre a dovre pagare sei milioni di piastre come concessione alla Francia.

Poiché il Giappone voleva mantenere sia le relazioni lavorative con Vichy sia lo status quo, i veri beneficiari del conflitto furono i giapponesi, avendo espanso la loro influenza sia in Thailandia che in Indocina. L'intenzione giapponese era quella di utilizzare i due stati come future basi militari per invadere la Birmania e la Malesia. Le relazioni tra la Thailandia e il Giappone peggiorarono quando un deluso Phibun andò a corteggiare gli inglesi e gli americani, nella speranza di scongiurare quella che vedeva come un'imminente invasione giapponese. Secondo la falsa credenza dettata dalla propaganda del governo, le forze giapponesi avrebbero reso difficoltoso il recupero dei territori thailandesi; lasciati soli, i thai avrebbero potuto ottenere più territori. Lo scontento di Phibun vide, d'altra parte, l'idea di fratellanza fra i due Stati: la propaganda imperiale definiva i thailandesi come «fratelli asiatici», sostenendo che la propaganda britannica in Thailandia abbia messo in cattiva luce il Giappone e che, in segreto, i thailandesi si fidavano dei giapponesi.

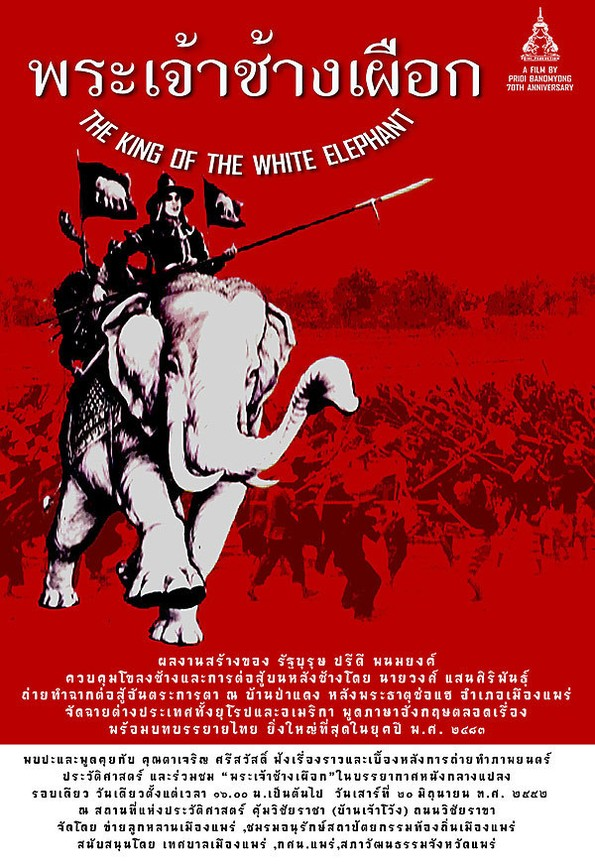
Locandina del lungometraggio The King of the White Elephant, volto a promuovere il pacifismo a seguito della guerra franco-thailandese

Dopo la guerra franco-thailandese, Phibun e Banomyong trovarono un punto d'incontro adottando la politica della neutralità. Banomyong stesso promosse la realizzazione del film The King of the White Elephant (in thailandese พระเจ้าช้างเผือก, Phrachao Chang Phueak), che conteneva un messaggio di propaganda pacifista secondo il quale la Thailandia sarebbe dovuta rimanere neutrale, entrando in guerra solo per difendere la propria sovranità contro gli invasori stranieri.

## Entrata in guerra
Phibun e il governo thailandese erano ancora restii a unirsi agli Alleati o ai giapponesi. Alle 23:00 del 7 dicembre 1941 l'Impero giapponese presentò al governo thailandese un ultimatum per consentire ai militari giapponesi di entrare in Thailandia. Furono concesse due ore per rispondere, ma il governo non diede alcuna risposta. Il giorno successivo, l'8 dicembre, il Giappone invase la Thailandia. Le truppe nipponiche entrarono nel Paese dalla Cambogia e con degli sbarchi sulle spiagge di Pattani e Songkhla alle ore 0:25. Dopo diverse ore di combattimenti tra truppe thailandesi e giapponesi, il governo thailandese si riunì, ordinò un cessate il fuoco alle proprie truppe (effettivo a partire dal mezzogiorno dell'8) e accontentò le richieste giapponesi di passaggio al fine di invadere Birmania e Malesia nel contesto della campagna della Malesia. Con un accordo segreto firmato il 14 dicembre, Phibun acconsentì alle truppe del Kongthap Bok Thai di unirsi a quelle nipponiche nell'invasione della Birmania. L'alleanza con l'Impero venne ufficializzata il 21 dicembre, e la Thailandia dichiarò guerra al Regno Unito e agli Stati Uniti d'America il 25 gennaio 1942. La cooperazione nippo-thailandese non era scontata per Phibun: diversamente dai leader birmani, che cercavano di ottenere l'indipendenza dal Regno Unito, egli accettò di collaborare con l'Impero solo quando era certo che da parte delle potenze Alleate non ci sarebbe stato nessun aiuto.
L'entrata in guerra seguì il bombardamento su Bangkok del 7 gennaio da parte della Royal Air Force e l'American Volunteer Group: a causa della strategia giapponese di usare la Thailandia come avamposto per le successive campagne nel sud-est asiatico, Bangkok venne vista come un obiettivo naturale.